# Tournoi de tennis de Hô Chi Minh-Ville
Le tournoi de Hô Chi Minh-Ville (Viêt Nam) est un tournoi de tennis masculin du circuit professionnel ATP classé International Series.
Il est créé en 2005 à Hô Chi Minh-Ville, en remplacement de l'Open de Shanghaï et déménage l'année suivante à Bombay. Le tournoi s'est déroulé en salle sur moquette.
Un tournoi refait son apparition au calendrier du circuit Challenger en 2015. Il se joue en octobre sur dur en extérieur.

## Palmarès

### Simple
| No | Date       | Nom et lieu du tournoi                       | Catégorie      | Dotation       | Surface         | Vainqueur       | Finaliste       | Score          |                |
| -- | ---------- | -------------------------------------------- | -------------- | -------------- | --------------- | --------------- | --------------- | -------------- | -------------- |
| 1  | 26-09-2005 | Vietnam Open, Hô Chi Minh-Ville              | Int' Series    | 355 000 $      | Moquette (int.) | Jonas Björkman  | Radek Štěpánek  | 6-3, 7-64      | Tableau        |
|    | 2006-2014  | Pas de tournoi                               | Pas de tournoi | Pas de tournoi | Pas de tournoi  | Pas de tournoi  | Pas de tournoi  | Pas de tournoi | Pas de tournoi |
| 2  | 12-10-2015 | Vietnam Open, Hô Chi Minh-Ville              | Challenger     | 50 000 $ +H    | Dur (ext.)      | Saketh Myneni   | Jordan Thompson | 7-5, 6-3       |                |
| 3  | 10-10-2016 | Vietnam Open by Vietravel, Hô Chi Minh-Ville | Challenger     | 50 000 $ +H    | Dur (ext.)      | Jordan Thompson | Go Soeda        | 5-7, 7-5, 6-1  |                |
| 4  | 23-10-2017 | Hung Thinh Vietnam Open, Hô Chi Minh-Ville   | Challenger     | 50 000 $ +H    | Dur (ext.)      | Mikhail Youzhny | John Millman    | 6-4, 6-4       |                |

### Double
| No | Date       | Nom et lieu du tournoi                       | Catégorie      | Dotation       | Surface         | Vainqueurs                              | Finalistes                                | Score            |                |
| -- | ---------- | -------------------------------------------- | -------------- | -------------- | --------------- | --------------------------------------- | ----------------------------------------- | ---------------- | -------------- |
| 1  | 26-09-2005 | Vietnam Open, Hô Chi Minh-Ville              | Int' Series    | 355 000 $      | Moquette (int.) | Lars Burgsmüller Philipp Kohlschreiber  | Ashley Fisher Robert Lindstedt            | 53-6, 6-4, 6-2   | Tableau        |
|    | 2006-2014  | Pas de tournoi                               | Pas de tournoi | Pas de tournoi | Pas de tournoi  | Pas de tournoi                          | Pas de tournoi                            | Pas de tournoi   | Pas de tournoi |
| 2  | 12-10-2015 | Vietnam Open, Hô Chi Minh-Ville              | Challenger     | 50 000 $ +H    | Dur (ext.)      | Tristan Lamasine Nils Langer            | Saketh Myneni Sanam Singh                 | 1-6, 6-3, [10-8] |                |
| 3  | 10-10-2016 | Vietnam Open by Vietravel, Hô Chi Minh-Ville | Challenger     | 50 000 $ +H    | Dur (ext.)      | Sanchai Ratiwatana Sonchat Ratiwatana   | Jeevan Nedunchezhiyan Ramkumar Ramanathan | 7-5, 6-4         |                |
| 4  | 23-10-2017 | Hung Thinh Vietnam Open, Hô Chi Minh-Ville   | Challenger     | 50 000 $ +H    | Dur (ext.)      | Saketh Myneni N. Vijay Sundar Prashanth | Ben McLachlan Go Soeda                    | 7-63, 7-65       |                |